# Chahine van Bohemen
Chahine Jilali van Bohemen (Leiderdorp, 25 januari 2004) is een Marokkaans-Nederlands voetballer die als verdediger voor Al-Jazira Club speelt.

## Carrière
Chahine van Bohemen speelde in de jeugd van VV Drenthina, VV VOP, VV Hoogland, Vitesse en AFC Ajax. Hij debuteerde in het betaald voetbal voor Jong Ajax op 6 januari 2023, in de met 1-1 gelijkgespeelde thuiswedstrijd tegen FC Eindhoven. Hij kwam in de 72e minuut in het veld voor Jorrel Hato. Een week later mocht hij tegen De Graafschap de hele wedstrijd spelen. In 2023 werd bekend dat Ajax niet verder zou gaan met Van Bohemen. Hij werd in verband gebracht met een overstap naar AZ, maar vertrok uiteindelijk naar Al-Jazira Club uit Abu Dhabi. Bij deze club was Frank de Boer aangesteld als hoofdtrainer. Van Bohemen debuteerde op 31 augustus 2023, in de met 2-2 gelijkgespeelde League-Cupwedstrijd tegen Baniyas SC.

### Statistieken
| Seizoen                      | Club           | Land           | Competitie     | Competitie | Competitie | Beker | Beker | Totaal | Totaal |
| Seizoen                      | Club           | Land           | Competitie     | Wed.       | Dlp.       | Wed.  | Dlp.  | Wed.   | Dlp.   |
| ---------------------------- | -------------- | -------------- | -------------- | ---------- | ---------- | ----- | ----- | ------ | ------ |
| 2022/23                      | Jong Ajax      | Nederland      | Eerste divisie | 2          | 0          | –     | –     | 2      | 0      |
| 2023/24                      | Al-Jazira Club | VAE            | VAE Liga       | 0          | 0          | 1     | 0     | 1      | 0      |
| Carrièretotaal               | Carrièretotaal | Carrièretotaal | Carrièretotaal | 2          | 0          | 1     | 0     | 3      | 0      |
| Bijgewerkt op 7 januari 2024 |                |                |                |            |            |       |       |        |        |